# Henry Thode
Henry Thode (Dresden, 13. siječnja 1857. – Kopenhagen, 19. studenog 1920.) bio je njemački povjesničar umjetnosti.
Bio je povjesničar umjetnosti u vrijeme Weimarske Republike. Pisao je protiv prevladavajućih ideja tog vremena da je umjetnost izvan Njemačke, poput francuskog impresionizma, superiorna tradicionalnoj akademskoj ili domaćoj umjetnosti.
Thode je vjerovao da velika njemačka umjetnost treba ilustrirati tehničku vještinu, realizam i njemački duh. Također je smatrao da umjetnost trebaju razumjeti svi, ne samo akademici i buržoazija.
Njegova supruga bila je Daniela von Bülow, prva kći Hansa von Bülowa i Cosime Liszt.
Napisao je djdelo „Der Ring des Frangipani. Ein Erlebnis.” („Frankopanov prsten. Doživljaj“) koje je na njemačkom je objavljena 1895. godine, a na hrvatskom 1944. godine.